# Malaxis arboricola
Malaxis arboricola är en orkidéart som beskrevs av P.O'byrne. Malaxis arboricola ingår i släktet knottblomstersläktet, och familjen orkidéer.
Artens utbredningsområde är Sulawesi. Inga underarter finns listade i Catalogue of Life.